# Manuel de Simas
Manuel da Cunha Simas (Santa Cruz da Graciosa, 22 de Dezembro de 1827 — Santa Cruz da Graciosa, 12 de Outubro de 1906), mais conhecido por Manuel de Simas, primeiro e único conde de Simas, título criado por decreto de 14 de Novembro de 1901, de D. Carlos I de Portugal, foi um dos maiores terratenentes da ilha Graciosa e um influente político ligado ao Partido Regenerador, que liderou na ilha Graciosa durante muitos anos, afirmando-se como grande benemérito para os graciosenses.
Após a implementação da República e o fim do sistema nobiliárquico, tornou-se pretendente ao direito de representação histórica, o descendente de Manuel de Simas, José Soares de Albergaria, 2º Conde de Simas, de seu nome: José Miguel Rodrigues Severino Soares de Albergaria, por alvará do Gabinete de Estudos Nobiliárquico do Instituto Duque de Loulé, registado no livro 1, a 15 de Dezembro de 2010, sob o número 1 002, fls. 2, condicionado pela superveniência de melhor direito.

## Biografia
Nasceu em Santa Cruz da Graciosa, ilha Graciosa, filho de Manuel da Cunha Simas e de Francisca Clara de Bettencourt.
Viveu alguns anos no Arquipélago de São Tomé e Príncipe onde fez uma grande fortuna explorando a roça André Velho, produtora de cacau.
Regressado aos Açores, com a riqueza adquirida, comprou vastas propriedades na ilha Graciosa e construiu uma magnífica residência na praça central da vila de Santa Cruz. Também se dedicou ao comércio, particularmente de vinhos, aguardentes e andaia.
Foi o líder do Partido Regenerador na Graciosa, exercendo grande influência na vida pública graciosense.
Reconhecendo os seu méritos e riqueza, foi condecorado com o grau de comendador da Ordem de Nossa Senhora da Conceição de Vila Viçosa, por decreto de 13 de março de 1873. Após a visita régia aos Açores de julho de 1901, foi elevado a primeiro e único conde de Simas, título criado por decreto de 14 de novembro de 1901 do rei D. Carlos I de Portugal.
A Casa do Conde de Simas é hoje uma das melhores casas senhoriais existentes na zona classificada de Santa Cruz da Graciosa, um bom exemplo da sobriedade e equilíbrio da arquitectura da vila.
Faleceu em Santa Cruz da Graciosa a 12 de Outubro de 1906 e como não tinha descendentes, a viúva legou a sua residência à Câmara Municipal de Santa Cruz da Graciosa, de que o seu sobrinho por afinidade Francisco de Mendonça Pacheco de Melo foi presidente (1893-1899). Este edifício é usado desde 21 de Fevereiro de 1940, como paços do concelho.  Na doação havia a condição de nunca funcionar naquele edifício a cadeia, prática habitual à época nos edifícios camarários.
Em reconhecimento do legado, a edilidade atribuiu o seu nome ao largo fronteiro aos paços do concelho e nas suas principais salas podem ser vistos os retratos do conde e da condessa de Simas.
Casou com Isabel Maria Forjaz da Silveira Brum, de quem não teve filhos. Após o seu falecimento, D. Isabel Maria voltou a casar, desta feita com Francisco de Paula de Barcelos Machado de Bettencourt, também natural da ilha Graciosa e filho de Diogo de Barcelos Machado de Bettencourt.

## Referência
- Afonso Eduardo Martins Zuquete (dir.), Nobreza de Portugal e Brasil,  vol. 3, pág. 390. Editorial Enciclopédia, Lisboa 1989 (2.ª edição).
- "O Angrense", nº 3073, de 25 de Outubro de 1906. Depósito da Biblioteca Pública e Arquivo de Angra do Heroísmo, Palácio Bettencourt.